# Gidi Kanyuk
Gidi Kanyuk (in ebraico גידי קאניוק‎?; Ramat Gan, 11 febbraio 1993) è un calciatore israeliano, centrocampista dell'Hapoel Ramat Gan.

## Carriera
Ha giocato nella massima serie dei campionati israeliano ed uzbeko.